# Lontrel
Lontrel je komerční název pro směs látek používanou jako selektivní systémový herbicid, vyráběný firmou Dow AgroSciences. Používá se k hubení dvouděložných plevelů a náletových dřevin. Účinnou látkou je clopyralid (klopyralid). Lontrel je listový herbicid. Je aplikován na nadzemní části rostliny a absorbován tkáněmi. Patří mezi postemergentní herbicidy a systémové herbicidy.
Ve směsi označené Lontrel 300 je obsaženo 300 gramů látky clopyralid na litr tekutiny, alkylfenol alkoxylát v množství méně než 5% a další blíže neuvedené látky. Podle jiného zdroje mimo clopyralidu obsahuje aminoethanol (2-Aminoethan-1-ol) v množství do 10% a alkylfenolalkoxylát (smáčedlo) v množství do 5%.
Vyráběn je rovněž přípravek LONTREL 72 SG, jenž obsahuje účinnou látku ve formě vodorozpustných granulí.

## Použití
Přípravek je zakázáno používat v II. pásmu ochrany vod. Tento přípravek, nebo další s účinnou látkou clopyralid je nevhodné aplikovat vícekrát než jednou za dva roky na stejném pozemku.
Přípravek lze použít ve směsi se smáčedlem. Lze jej použít v tank-mix směsi s přípravkem Starane 250 EC, kdy směs lépe kombinuje herbicidní účinek proti různým plevelům, spojuje spektrum účinnosti obou. Směs se používá k hubení dvouděložných plevelů včetně sedmikrásek v okrasných trávnících.
Doporučená aplikační dávka u Lontrel 300 je 3,5 ml/3–6 l vody/100 m2. U LONTREL 72 SG je aplikační dávka 0,1 kg/ha u obilovin, 0,28 kg/ha/rok u okrasných rostlin, 0,41 kg/ha u řepky, krmné řepy, tuřínu a dalších.

### Spektrum účinnosti
Lontrel je účinný zejména vůči heřmánkům, heřmánkovcům, pcháčům, rdesnu, turanu kanadského a působí i na tetluchu kozí pysk. Používá se v obilovinách bez podsevu, kukuřici, řepce olejné, cukrovce, krmné řepě, lnu, jahodách, v sadech.

## Ochrana
Oděv s rukávy, pryžové rukavice a ochranné brýle s postranními kryty.

## Toxicita
Podle hodnocení LD50, je clopyralid látka toxická při orálním příjmu nad dávku 5 000 mg látky/kg váhy, testováno na potkanech. Podle LD50 je látka 2- aminoethanol látka toxická při orálním příjmu nad dávku 1 510 mg/kg. Silně se vstřebává kůží. Některé látky směsi Lontrel jsou perzistentní a kumulují se v živých tkáních.